# Scaevola aemula
Scaevola aemula, a flor-canhota, é um pequeno arbusto da família Goodeniaceae, nativo do sul da Austrália. Cresce para 50 cm de altura e produz flores brancas ou azuis em pontas de até 24 cm de comprimento de agosto a março em sua área de distribuição nativa. Estes são seguidos por drupas arredondadas e enrugadas até 4,5 mm de comprimento. Também pode ser encontrado na Austrália Ocidental, Austrália Meridional, Victoria e Nova Gales do Sul.
A espécie é considerada a mais comumente cultivada do gênero Scaevola, e um grande número de cultivares foi desenvolvido. A maioria destes são formadores de esteira até uma altura de 12 cm e espalhando-se até 1 metro de largura. Prefere uma posição ensolarada ou parcialmente sombreada, bem drenada e tolera a maresia e os períodos de seca. A poda e o pinçamento do crescimento da ponta podem ser realizados para dar forma à planta. A propagação é feita a partir de estacas ou por camadas.